# Bredgrynnan, Korsnäs
Bredgrynnan är en ö i Finland. Den ligger i Norra kvarken och i kommunen Korsnäs i den ekonomiska regionen  Vasa i landskapet Österbotten, i den västra delen av landet. Ön ligger omkring 30 kilometer sydväst om Vasa och omkring 360 kilometer nordväst om Helsingfors.
Öns area är 7 hektar och dess största längd är 450 meter i nord-sydlig riktning. I omgivningarna runt Bredgrynnan växer i huvudsak blandskog.